# Daniel Nitt

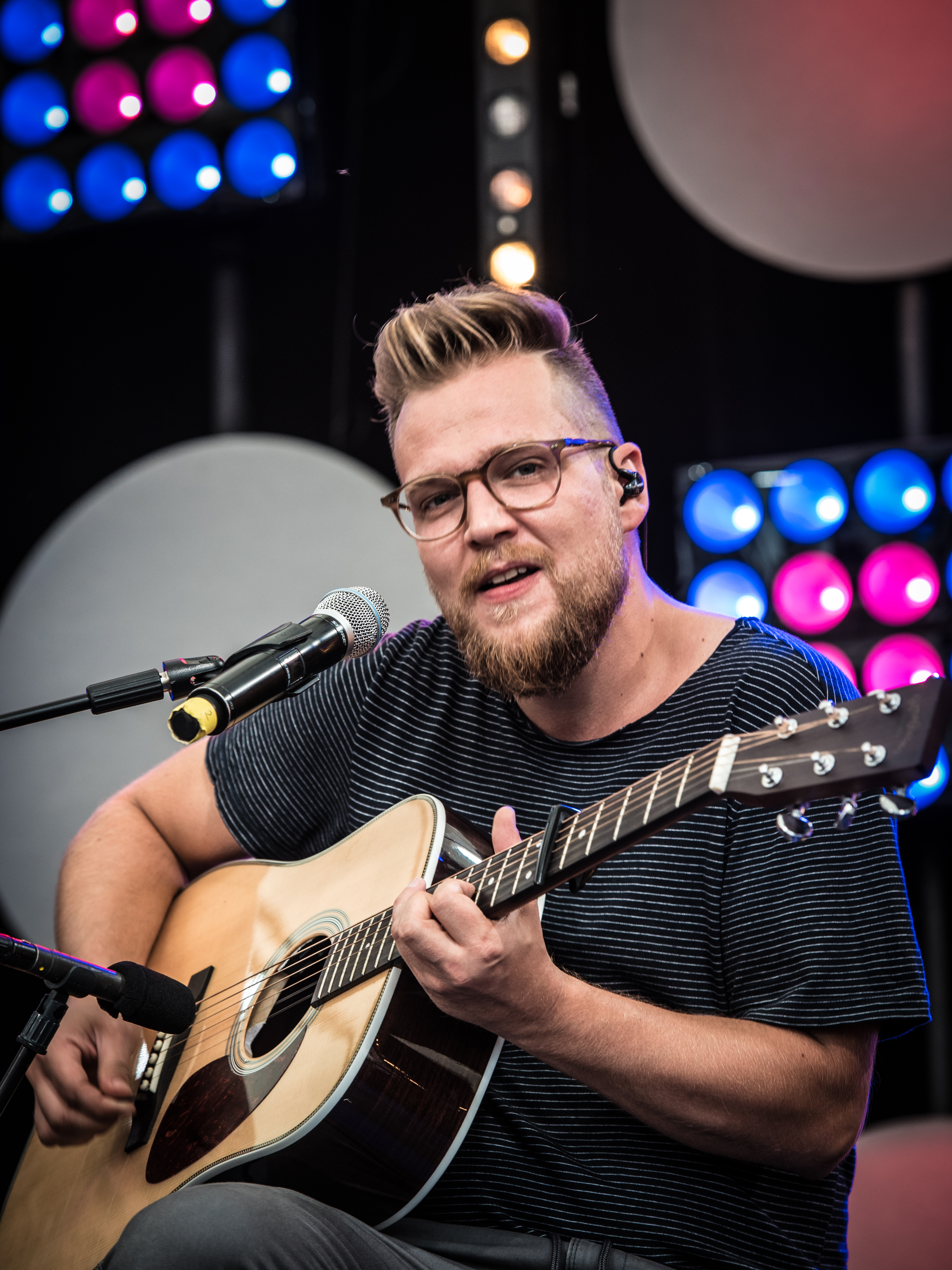
Daniel Nitt (2016)

Daniel Nitt (* 29. Oktober 1981 in Pegnitz, Oberfranken, Bayern) ist ein deutscher Komponist und Musikproduzent im Bereich Dance-Pop, Pop-Rock und R&B.

## Leben
Daniel Nitts Vater war Musiklehrer und brachte ihm Klavierspiel bei. Nach seinem Abitur am musischen Markgräfin-Wilhelmine-Gymnasium in Bayreuth absolvierte er einen Studiengang an der Popakademie Baden-Württemberg in Mannheim, den er 2006 mit dem Bachelor abschloss. Er widmete sich anschließend dem Songwriting.

## Musikalische Karriere

### Solokarriere
Erstmals trat Nitt als Sänger im Jahr 2005 auf. Es wurde als Autor für die Band Soweitsogut engagiert, bei dem Lied Wird schon … tritt er neben seiner Autorentätigkeit als Gastsänger auf. 2009 unterstützte er das deutsche Produzenten-Team Vandertone bei deren Lied Sleepliess. Im gleichen Jahr tritt er als Produzent und Background-Sänger für Rosanna Roccis Album Solo con te – Nur mit dir auf. 2010 nahm Nitt zusammen mit Dwel und Neophil das Stück Sonntag auf. 2011 war Nitt mit dem Titel The Falling Teil des Soundtracks zu Til Schweigers Kokowääh. Mit Castles war er zwei Jahre später ebenfalls Teil des Soundtracks zum zweiten Teil zu Kokowääh. Im gleichen Jahr erschien mit der Hallelujah – EP das erste Album Nitts. 2015 erschien mit Lovers Friends die erste offizielle Singleveröffentlichung von Nitt. Das Stück entstand zusammen mit dem österreichischen DJ-Duo MÖWE. Im gleichen Jahr trat er zusammen mit Samy Deluxe als Gastsänger bei Nico Suaves Walking auf.
Zusammen mit Dominik Kern tritt als Kabarettduo Kern&Nitt auf.

### Erfolge als Autor und Musikproduzent
Gleichzeitig mit seiner Musikerkarriere begann Nitt auch mit dem Schreiben und Produzieren von Liedern. Erstmals trat er 2005 für die Band Soweitsogut als Autor in Erscheinung. Ein Jahr später schrieb er für den diesjährigen Sieger von Deutschland sucht den Superstar das Lied Succeed. Das Stück erschien als B-Seite auf Regners Single Cool Without You. Die Single konnte sich in den deutschen Charts platzieren. Einen ersten Achtungserfolg gelang Nitt im Jahr 2008 mit der Produktion von Perfect Day für King Family. Die Single erreichte Position 68 der deutschen Singlecharts und war Nitts erster Charterfolg. Im Folgejahr schrieb und produzierte er Lieder für bekanntere Künstler wie Cinema Bizarre und Rosanna Rocci. 2010 schrieb er für Christina Stürmer das Lied Juniherz. Zunächst gelang Nitt kein zweiter Charterfolg und es wurde mit Ausnahmen von einigen wenigen Produktionen stiller um Nitt. 2014 gelang ihm letztendlich mit der Zusammenarbeit von Mark Forster der große Durchbruch. Zunächst feierten die beiden Top-10-Erfolge in Deutschland, Österreich und der Schweiz mit der Single Au revoir. Das Stück wurde in allen drei Ländern mit Gold- und Platinauszeichnungen zertifiziert und konnte sich bislang 645.000 Mal verkaufen. Mit Flash mich folgte der nächste Top-10-Erfolg. Nachdem Nitt 2014 als Autor für das Lied Gedicht beim Bundesvision Song Contest zusammen mit Nico Suave und Flo Mega den zehnten Platz erreicht hatte, gelang es ihm zusammen mit Forster und dem Titel Bauch und Kopf zu gewinnen. In Folgejahren gelangen Nitt und Forster weitere Top-10- und Charterfolge mit Titeln wie Wir sind groß, Chöre und Sowieso.

## Diskografie

### Alben
- 2013: Hallelujah – EP

### Singles
- 2015: Lovers Friends (MÖWE & Daniel Nitt)

### Gastbeiträge
- 2005: Wird schon … (Soweitsogut feat. Daniel Nitt)
- 2009: Sleepliess (Vandertone vs. Daniel Nitt)
- 2010: Sonntag (Dwel feat. Neophil & Daniel Nitt)
- 2015: Walking (Nico Suave feat. Samy Deluxe & Daniel Nitt)

### Studiomusiker
- 2007: BeFour – Hand in Hand (Single, Piano)

### Autorenbeteiligungen und Produktionen
Daniel Nitt als Autor und Produzent in den Charts

| Jahr | Titel Interpretation                                   | Höchstplatzierung, Gesamtwochen, AuszeichnungChartplatzierungen (Jahr, Titel, Interpretation, Platzierungen, Wochen, Auszeichnungen, Anmerkungen) | Höchstplatzierung, Gesamtwochen, AuszeichnungChartplatzierungen (Jahr, Titel, Interpretation, Platzierungen, Wochen, Auszeichnungen, Anmerkungen) | Höchstplatzierung, Gesamtwochen, AuszeichnungChartplatzierungen (Jahr, Titel, Interpretation, Platzierungen, Wochen, Auszeichnungen, Anmerkungen) | Anmerkungen                                                                                             |
| Jahr | Titel Interpretation                                   | DE | AT | CH | Anmerkungen                                                                                             |
| --- | ------------------------------------------------------ | --- | --- | --- | --- |
| 2008 | Perfect Day P King Family                              | DE68 (3 Wo.)DE | — | — | Erstveröffentlichung: 4. April 2008                                                                     |
| 2014 | Au revoir A, P Mark Forster feat. Sido                 | DE2 Diamant · (65 Wo.)DE | AT2 Gold · (50 Wo.)AT | CH6 Platin · (41 Wo.)CH | Erstveröffentlichung: 9. Mai 2014 Verkäufe: + 1.045.000                                                 |
| 2014 | Gedicht A Nico Suave feat. Flo Mega                    | DE78 (1 Wo.)DE | — | — | Erstveröffentlichung: 19. September 2014                                                                |
| 2014 | Flash mich A, P Mark Forster                           | DE11 Platin · (47 Wo.)DE | AT10 (33 Wo.)AT | CH— PlatinCH | Erstveröffentlichung: 12. Dezember 2014 Verkäufe: + 330.000                                             |
| 2015 | Bauch und Kopf A, P Mark Forster                       | DE15 Gold · (24 Wo.)DE | AT69 (2 Wo.)AT | — | Erstveröffentlichung: 21. August 2015 Verkäufe: + 150.000                                               |
| 2016 | Wir sind groß A, P Mark Forster                        | DE3 Platin · (29 Wo.)DE | AT18 Gold · (20 Wo.)AT | CH16 Platin · (20 Wo.)CH | Erstveröffentlichung: 1. April 2016 Verkäufe: + 445.000                                                 |
| 2016 | Chöre A, P Mark Forster                                | DE2 Platin · (37 Wo.)DE | AT2 Gold · (24 Wo.)AT | CH7 Platin · (37 Wo.)CH | Erstveröffentlichung: 28. Oktober 2016 Verkäufe: + 445.000                                              |
| 2017 | Sowieso A, P Mark Forster                              | DE22 Platin · (31 Wo.)DE | AT7 Gold · (28 Wo.)AT | CH23 Gold · (27 Wo.)CH | Erstveröffentlichung: 21. April 2017 Verkäufe: + 425.000                                                |
| 2017 | Kogong A, P Mark Forster                               | DE34 Gold · (17 Wo.)DE | AT7 Gold · (16 Wo.)AT | CH9 Gold · (18 Wo.)CH | Erstveröffentlichung: 22. September 2017 Verkäufe: + 225.000                                            |
| 2018 | Like a Lion A, P Mark Forster feat. Gentleman          | DE38 (5 Wo.)DE | — | CH64 (1 Wo.)CH | Erstveröffentlichung: 13. April 2018                                                                    |
| 2018 | Einmal A, P Mark Forster                               | DE24 Gold · (18 Wo.)DE | AT39 (9 Wo.)AT | CH56 Gold · (8 Wo.)CH | Erstveröffentlichung: 5. Oktober 2018 Verkäufe: + 210.000                                               |
| 2019 | 194 Länder A, P Mark Forster                           | DE13 ×3Dreifachgold · (34 Wo.)DE | AT14 (28 Wo.)AT | CH48 Platin · (16 Wo.)CH | Erstveröffentlichung: 13. September 2019 Verkäufe: + 620.000                                            |
| 2019 | Warte mal A, P Fidi Steinbeck feat. Mark Forster       | — | — | CH71 (1 Wo.)CH | Erstveröffentlichung: 10. November 2019                                                                 |
| 2020 | Übermorgen A, P Mark Forster                           | DE7 ×3Dreifachgold · (56 Wo.)DE | AT10 Platin · (43 Wo.)AT | CH18 Platin · (44 Wo.)CH | Erstveröffentlichung: 1. Mai 2020 Verkäufe: + 650.000                                                   |
| 2020 | Bist du okay A Mark Forster × VIZE                     | DE11 Gold · (25 Wo.)DE | AT46 (9 Wo.)AT | CH55 (1 Wo.)CH | Erstveröffentlichung: 25. September 2020 Verkäufe: + 200.000                                            |
| 2021 | Ich frag die Maus A, P Mark Forster                    | DE88 (1 Wo.)DE | — | — | Erstveröffentlichung: 26. Februar 2021 Original: Hans Posegga – Die Sendung mit der Maus (Titelmelodie) |
| 2021 | Drei Uhr nachts A, P Mark Forster x Lea                | DE15 Gold · (35 Wo.)DE | AT32 Platin · (15 Wo.)AT | CH68 (1 Wo.)CH | Erstveröffentlichung: 9. April 2021 Verkäufe: + 230.000                                                 |
| 2022 | Memories & Stories A, P Mark Forster                   | DE93 (1 Wo.)DE | — | — | Erstveröffentlichung: 13. Oktober 2022                                                                  |
| 2023 | Wenn du mich vergisst A, P Mark Forster feat. Kontra K | DE16 (9 Wo.)DE | AT37 (1 Wo.)AT | — | Erstveröffentlichung: 23. Juni 2023                                                                     |
| Folgende Lieder erschienen nicht als Single, wurden aber durch das Album zum Download und Streaming bereitgestellt und konnten somit eine Platzierung erlangen: |                                                        | | | | |
| |                                                        | | | | |
| 2017 | Flüsterton A, P Mark Forster                           | — | — | CH93 (1 Wo.)CH | Charteinstieg: 28. Mai 2017                                                                             |

## Auszeichnungen für Musikverkäufe
Anmerkung: Auszeichnungen in Ländern aus den Charttabellen bzw. Chartboxen sind in ebendiesen zu finden.
| Land/RegionAuszeichnungen für Musikverkäufe (Land/Region, Auszeichnungen, Verkäufe, Quellen) | Gold       | Platin       | Diamant  | Verkäufe  | Quellen           |
| -------------------------------------------------------------------------------------------- | ---------- | ------------ | -------- | --------- | ----------------- |
| Deutschland (BVMI)                                                                           | 7× Gold7   | 6× Platin6   | Diamant1 | 4.650.000 | musikindustrie.de |
| Österreich (IFPI)                                                                            | 5× Gold5   | 2× Platin2   | —        | 135.000   | ifpi.at           |
| Schweiz (IFPI)                                                                               | 3× Gold3   | 6× Platin6   | —        | 180.000   | hitparade.ch      |
| Insgesamt                                                                                    | 15× Gold15 | 14× Platin14 | Diamant1 |           |                   |